# Kombinacja norweska na Mistrzostwach Świata w Narciarstwie Klasycznym 1995
Zawody w kombinacji norweskiej na XXVII Mistrzostwach świata w narciarstwie klasycznym odbyły się w dniach 9 marca - 15 marca 1995 w kanadyjskim Thunder Bay.

## Wyniki

### Gundersen K 90/15 km
- Data 9 marca 1995

| Medal | Zawodnik            | Narodowość | Wynik   |
| ----- | ------------------- | ---------- | ------- |
|       | Fred Børre Lundberg | Norwegia   | 41:16,9 |
|       | Jari Mantila        | Finlandia  | 41:47,2 |
|       | Sylvain Guillaume   | Francja    | 41:56,6 |
| 4     | Milan Kučera        | Czechy     | 42:11,4 |
| 5     | Kenji Ogiwara       | Japonia    | 42:23,8 |
| 6     | Knut Tore Apeland   | Norwegia   | 42:32,1 |
| 7     | Bjarte Engen Vik    | Norwegia   | 42:48,2 |
| 8     | Masashi Abe         | Japonia    | 43:08,  |
| 9     | Trond Einar Elden   | Norwegia   | 43:23,5 |
| 10    | Tsugiharu Ogiwara   | Japonia    | 43:27,1 |

### Sztafeta 4 x 5 km
- Data 15 marca 1995

| Medal | Zawodnik                                                             | Narodowość        | Wynik          |
| ----- | -------------------------------------------------------------------- | ----------------- | -------------- |
|       | Masashi Abe Tsugiharu Ogiwara Kenji Ogiwara Takanori Kōno            | Japonia           | 56:20,2 8,50,8 |
|       | Halldor Skard Bjarte Engen Vik Knut Tore Apeland Fred Børre Lundberg | Norwegia          | 58:14,8        |
|       | Markus Wüst Armin Krügel Stefan Wittwer Jean-Yves Cuendet            | Szwajcaria        | 1:01:41,8      |
| 4     | Todd Lodwick Ryan Heckman Tim Tetreault Dave Jarrett                 | Stany Zjednoczone | 1:02:59,4      |
| 5     | Robert Stadelmann Mario Stecher Georg Riedelsperger Klaus Ofner      | Austria           | 1:03:17,6      |
| 6     | Thomas Dufter Sven Koch Jens Deimel Thomas Abratis                   | Niemcy            | 1:03:28,0      |
| 7     | Milan Kučera Zbyněk Pánek Miroslav Kopal František Máka              | Czechy            | 1:04:47,0      |
| 8     | Fabrice Guy Sylvain Guillaume ?                                      | Francja           | 1:05:10,0      |